# It's a Wonderful Binge
It's a Wonderful Binge (The Binge 2: It's A Wonderful Binge) è un film commedia del 2022 diretto da Jeremy Garelick, sequel di The Binge.

## Trama
In un futuro prossimo tutti gli alcolici e le droghe sono banditi, tranne che in una gloriosa giornata nota come The Binge. Quest'anno, quel giorno tanto atteso cade miracolosamente alla vigilia di Natale. Hags, Andrew, Sarah e Kimmi affrontano la vita dei giovani adulti mentre in città durante le festività natalizie è il caos totale. Hags pianifica una proposta di matrimonio a Sarah, Andrew affronta i rapporti difficili con la sua famiglia e con la sua ragazza Kimmi. La nuova avventura festiva includerà libri dalle fiabe magici, canzoni orecchiabili, animazione in stop-motion... e sostanze incredibili che esalteranno questa imperdibile commedia natalizia!

## Produzione
Nel febbraio 2022 è stato annunciato che attori come Danny Trejo, Nick Swardson e Tony Cavalero si erano uniti al cast del film originale, che sarebbe stato prodotto da LD Entertainment, American High e distribuito di Hulu.
Le riprese del film si sono svolte principalmente a Syracuse, New York.

## Promozione
Il trailer ufficiale del film è stato pubblicato sul canale YouTube di Hulu il 17 nov 2022.

## Distribuzione
In Italia il film è stato distribuito in streaming su Disney+ a partire dal 16 dicembre 2022.